# Xiphozelinae
Xiphozelinae — подсемейство стебельчатобрюхих перепончатокрылых семейства браконид.

## Описание
Второй вертлуг ног апикально без шипов. Латеропе меленькие, далеко отстоят от основания первого брюшного тергита. Нервеллюс заднего крыла сильно скошен и расположен под острым углом к продольной анальной жилке, а вторая радиомедиальная жилка переднего крыла располагается косо к медмальной. Длина задних тазиком меньше расстояния от основания тазиков до основания заднего крыла. Нервулюс сзади нередко с узким склеритизированным пятном.

## Экология
Эти осы-наездники являются эндопаразитами гусениц макрочешуекрылых.

## Систематика
В составе подсемейства:
- Distilirella
- Xiphozele